# Felipe Bulnes
Felipe Bulnes Serrano (Santiago, 27 de mayo de 1969) es un abogado, académico y político chileno, militante de Renovación Nacional (RN). En el primer gobierno del presidente Sebastián Piñera se desempeñó como ministro de Justicia (2010-2011) y de Educación (jul.-dic. 2011), embajador de Chile en Estados Unidos (2012-2014) y representante chileno en el litigio con Bolivia en el Tribunal de La Haya (2013-2015).

## Familia y estudios
Es hijo del abogado Francisco Bulnes Ripamonti (fallecido cuando él tenía solamente catorce años) y la periodista María Teresa Serrano. Su abuelo paterno era el también abogado y senador conservador Francisco Bulnes Sanfuentes. Por lo tanto, descendiente directo de Mateo de Toro y Zambrano, los presidentes Francisco Antonio Pinto, Manuel Bulnes, Aníbal Pinto y Juan Luis Sanfuentes.[cita requerida]
Estudió en el Colegio Tabancura de la capital y desde 1987 en la Pontificia Universidad Católica, donde se recibió como abogado con distinción máxima.
Estuvo casado con Mónica Pellegrini Vial, con quien tuvo un hijo, Mariano. Desde 2018 mantiene una relación con la periodista Carolina de Moras. La pareja se casó en noviembre de 2022.

## Carrera profesional
Su primer trabajo como procurador fue en 1989, mientras cursaba tercer año de derecho, en el Banco Central de Chile. Luego laboró un tiempo en el estudio Cariola y Compañía. En 1993 Álvaro Ortúzar lo invitó a participar en el estudio Ortúzar y Águila.
En 1995 hizo un alto en su vida profesional y partió por un año a Boston, Estados Unidos, donde realizó un máster en derecho en la Universidad de Harvard. Una vez de regreso en Chile se reintegró al estudio, del cual se convirtió en socio en 1997 (que pasaría a llamarse Ortúzar, Águila y Bulnes). Un año después se casó con Mónica Pellegrini Vial.
Algunos hitos de su carrera han sido el juicio del Banco de Chile contra el Banco Central de Chile por la deuda subordinada, el desembarco en Chile de Endesa España y su posterior consolidación, el juicio entre Coca-Cola y Cadbury Schweppes, y la fusión Santander-Santiago, entre otros.
Ha sido profesor de análisis económico del derecho y de derecho civil de la Universidad Católica, y de análisis económico del derecho de la Universidad Adolfo Ibáñez.
Fue consejero del Colegio de Abogados entre 2001 y 2005, y fundador en 2006 del estudio Bulnes, Pellegrini & Urrutia.

## Carrera política

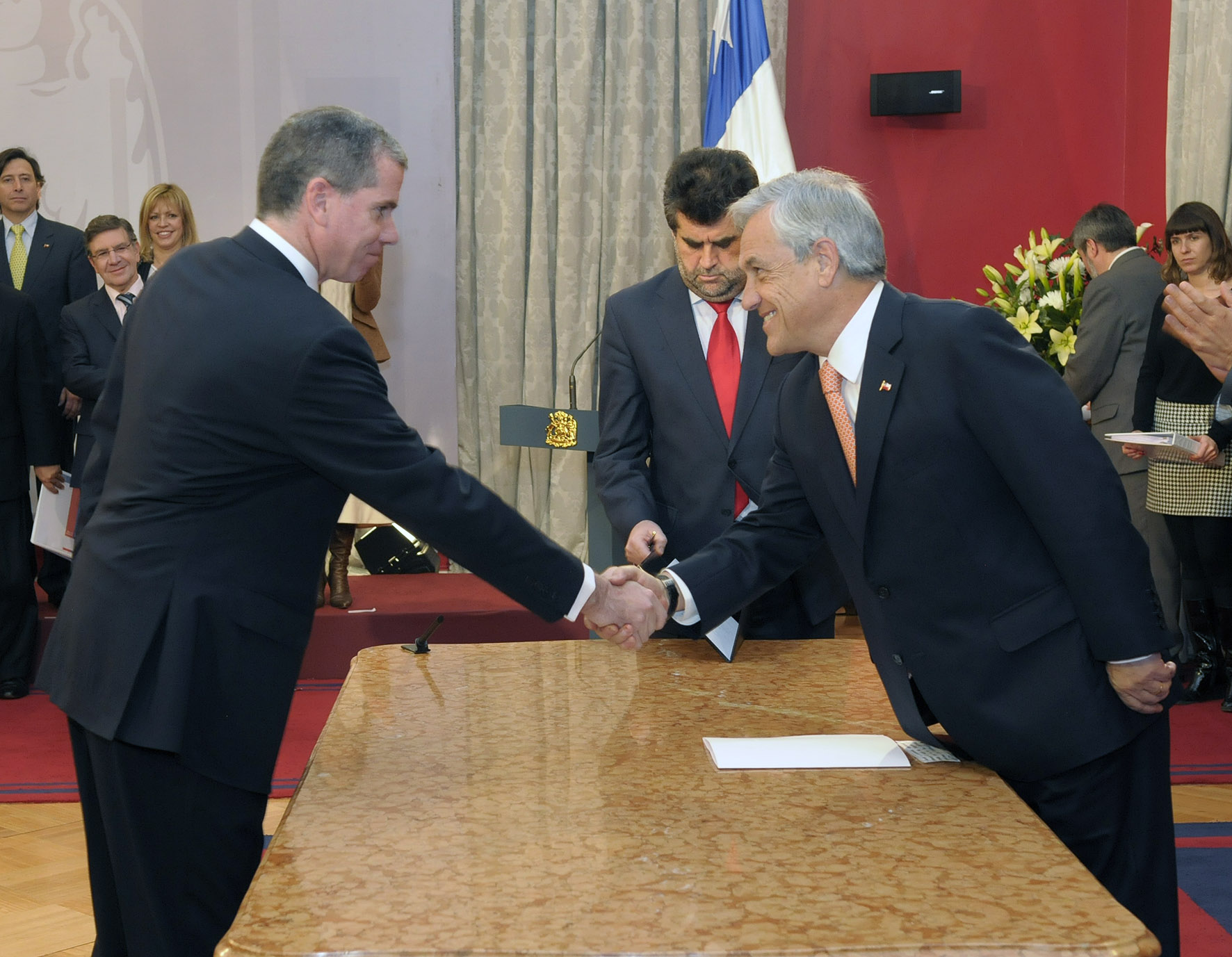
Felipe Bulnes durante su juramento como ministro de Educación del presidente Sebastián Piñera.

Fue miembro de la Comisión Política de su partido y coordinador de la Comisión de Justicia Civil, y miembro de la Comisión de Seguridad Ciudadana del llamado grupo Tantauco.
En febrero de 2010 fue nominado por el entonces presidente electo Sebastián Piñera (su camarada de partido) para asumir el ministerio de Justicia, cargo que tomó el 11 de marzo, con el inicio de la administración.
Durante su primer año en la repartición debió enfrentar las consecuencias derivadas del incendio de la cárcel de San Miguel de Santiago, evento que, con más de ochenta reclusos muertos, se convirtió en la mayor tragedia de la historia penitenciaria del país.
Dejó esta responsabilidad el 18 de julio de 2011 para asumir como ministro de Educación. Tomó posesión de esta cartera en medio de la grave crisis política desatada por las paralizaciones y marchas de estudiantes secundarios y universitarios convocadas a partir de mayo para exigir mejoras al sistema. El desgaste asociado a este episodio, el cual golpeó fuertemente la popularidad de la administración, terminó por gatillar su salida el 29 de diciembre de ese mismo año, quedando en el cargo Harald Beyer.
A comienzos de 2012 fue designado por el presidente Piñera como embajador de Chile en los Estados Unidos. De su gestión en la embajada destaca el ingreso de Chile al programa Visa Waiver, el cual exime a los ciudadanos de un país de presentar visa cuando ingresan a Estados Unidos por turismo o negocios para estadías de hasta 90 días.
El 6 de mayo del año siguiente fue designado, en simultáneo, como agente de Chile ante la Corte Internacional de Justicia, luego de la presentación de una demanda en ese tribunal por parte de Bolivia, país que reclama un acceso soberano al océano Pacífico. En marzo de 2014 fue confirmado en esta responsabilidad por Michelle Bachelet días antes de asumir su segundo Gobierno. Cesó como embajador en abril de 2014, siendo sucedido por Juan Gabriel Valdés. El 23 de noviembre de 2015 renunció a su rol como agente de Chile ante La Haya, siendo reemplazado por José Miguel Insulza.